# スール (フランス)

スベロア
Xiberoa または Zuberoa

フランス語：スール (フランス) (Soule)住民の呼称：

スール（フランス語: Soule）、またはスベロア（バスク語: Zuberoa, バスク語スベロア方言: XiberoaまたはXiberua）、ソラ（オック語: Sola）は、フランス・アキテーヌ地域圏・ピレネー＝アトランティック県にある地域。ラプルディ、ナファロア・ベヘレアとともにフランス領バスクを構成している。
中心都市はマウレ＝レシタレである。1901年の人口は23,803人、1990年の人口は16,006人、2005年の人口は15,514人であり、バスク地方7領域でもっとも人口が少なく、また減少傾向にある。スールの自治体はピレネー＝アトランティック県のオロロン＝サント＝マリー郡かポー郡の2つの郡に属するが、これらの郡はスールの範囲外にも広がっている。

## 語源
バスク語スベロア方言ではXiberoa（シベロア）、標準バスク語ではZuberoa（スベロア）、ガスコーニュ語ではSola（ソラ）、フランス語ではSoule（スール）と表記し、いずれもこの地域の古名であるSubolaに由来する。635年にArnebert公爵を隊長として行われた、ブルゴーニュ人のバスク人に対する遠征の記録で初めてSubolaが言及された。Subolaは、古代ローマ人がやってきた際にこの地に居住していたアクイタニ族に与えた名称に由来する。ガイウス・ユリウス・カエサルは『ガリア戦記』（紀元前58年-紀元前51年）でアクイタニ族のことをSuburatesまたはSibusatesと、ヒスパニア・タッラコネンシス属州（スペイン北部）の皇帝代官だった大プリニウス（23年-79年）はSybillatesと呼んだ。

## 地理

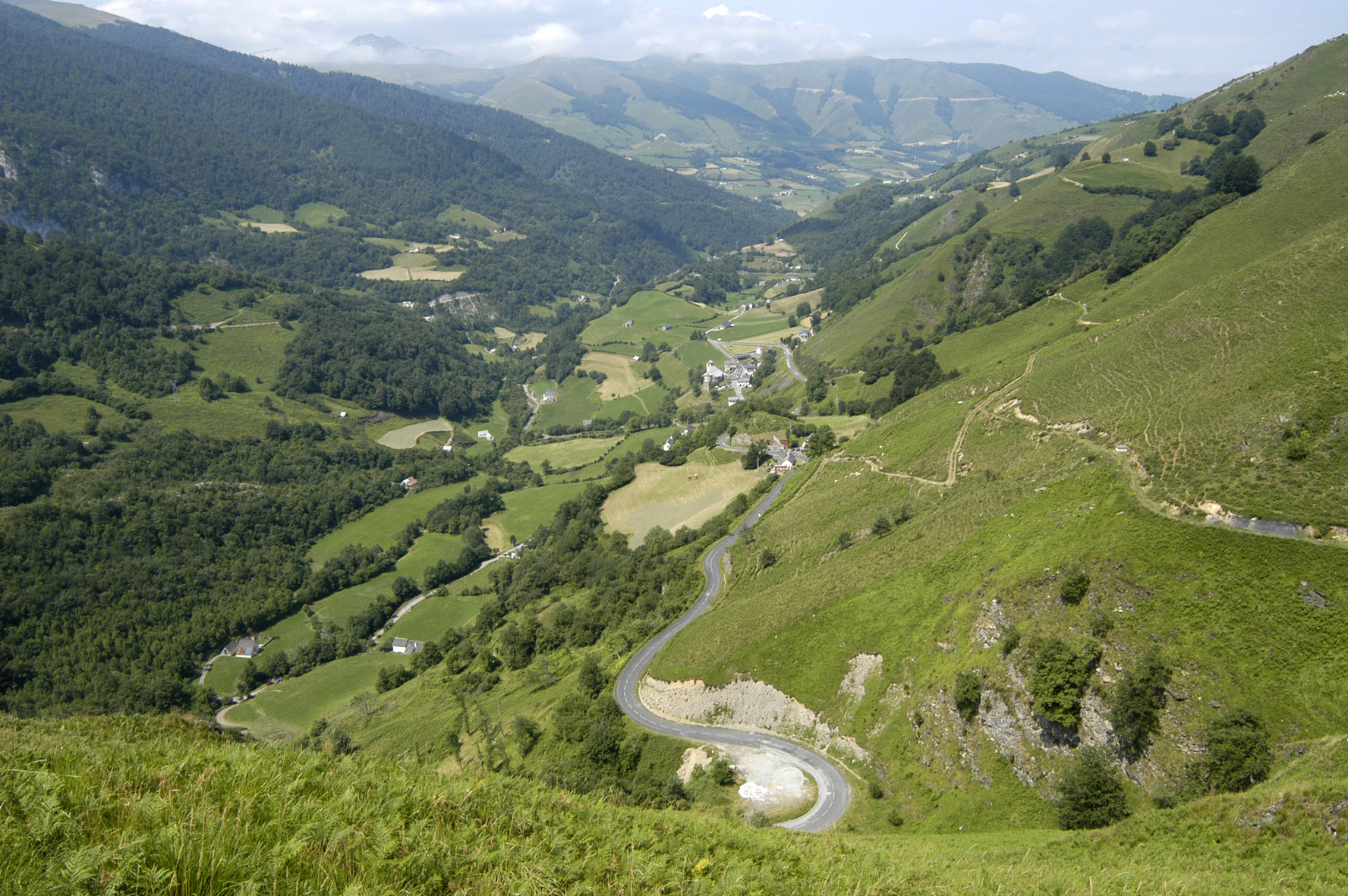
スールの風景

スールは西ピレネーの北部流域に位置し、面積は785km2とバスク地方7領域で最小である。西側はピレネー＝アトランティック県のバス＝ナヴァール、東側と北側はピレネー＝アトランティック県のベアルン（いずれもフランス）、南側はナバーラ州（スペイン）に囲まれている。スール北部の低地はペタラまたは低スールとして知られている。中央部の森林地帯はアルバイラとして知られており、南部の高地はバサブルアとして知られている。スールは海洋性気候であり、温暖で湿潤である。高地やピレネー山脈の山麓は高山気候である。スールの人口密度は17人/km2であり、フランス領バスクでもっとも低い。19世紀以後に大きな人口減少を経験しており、多くの人々がパリなどの大都市やラブール、ベアルンなどの地域外に移り住んだ。20世紀には公共サービス維持のために自治体の合併が必要となり、人口の1/4以上を失った。

### 山地

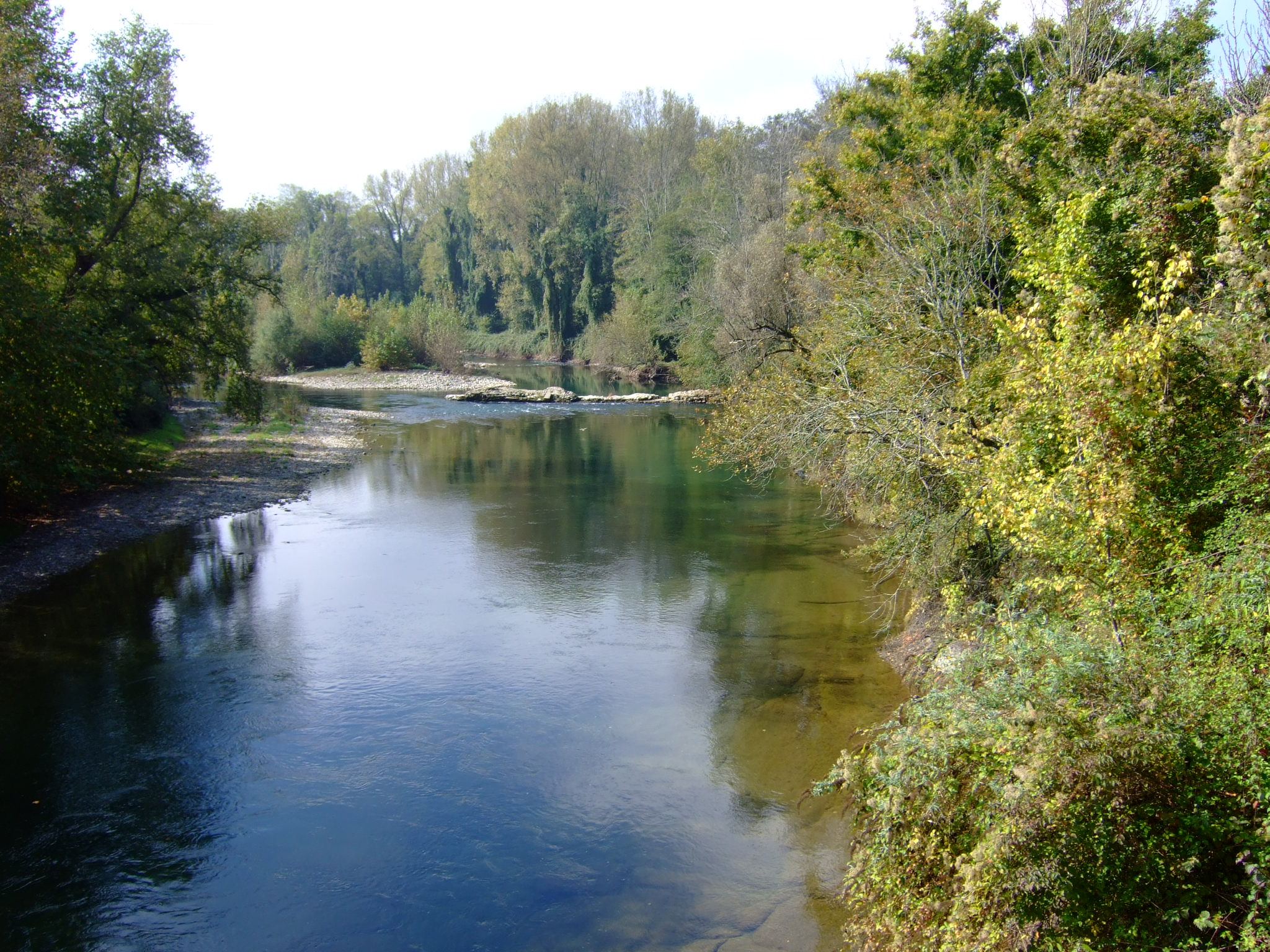
セゾン川

スールの山岳は3領域に分割できる。北部は大規模な平原によって構成され、中央部は丘陵地帯である。南部はピレネー山脈の北西部で最高地点は標高2,017mのピック・ドリー(英語版)であり、ピレネー山脈を西から東に見た際に最初のピークとなる山である。ピック・ドリーはスペイン・ナバーラ州の3つのピークに次いで、バスク地方で4番目に高いピークである。1,922mのオチョゴリガイナはピック・ドリーに次いでスールで2番目に高いピークであり、1,893mのサルデカガイナはスールで3番目に高いピークである。標高1,000m以上のピークは20以上存在する。

### 水文
スールを流れる最大の河川はセゾン川（バスク語スール方言ではユハイツァ川 Ühaitza）である。ピレネー山脈山麓のリック＝アテレに端を発し、60kmを流れる。同じくピレネー山脈山麓に端を発する小河川はやがてセゾン川に合流し、セゾン川はその後オロロン川に、オロロン川はアドゥール川に合流して最終的にビスケー湾に注いでいる。セゾン川はスールとベアルンの自然境界を形成している。

### 自治体

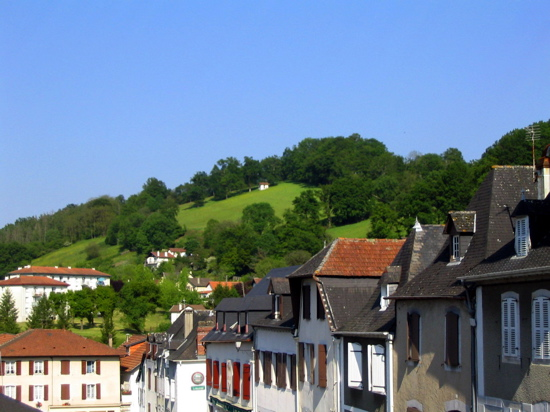
中心都市のモレオン＝リシャール

| 1 | モレオン＝リシャール         | マウレ＝レシュタレ     | ペチャラ（北部）       | 3,347 |
| 2 | シェロート                   | ソヒュタ               | ペチャラ（北部）       | 1,104 |
| 3 | バルクス                     | バルコシェ             |                        | 774   |
| 4 | ヴィオドス＝アベンス＝ド＝バ | ビルドセ＝オニセペア   | ペチャラ（北部）       | 743   |
| 5 | タルデッツ＝ソロリュス       | アタラツェ＝ソロリュセ | バサビュリュア（南部） | 590   |

## 歴史

### 原始時代・古代
スールには氷期末以後に継続して人類の居住が確認されており、原始時代の15の集落、新石器時代の何か所かの堆積物が確認されている。スールで初めて書かれた文献は7世紀に遡る。スールには中期旧石器時代には既にネアンデルタール人が居住しており、オッシューリュクにあるシャシシロアガ洞窟やエチェベリなどに先史時代の集落が確認されている。新石器時代末期には人口が増加し、他の民族から知識を吸収した。原始時代の集落は、単純な金属器を用いたり頻繁な移住を行っていたことを示している。硬貨やその他の人工的貨幣の出土品が発見されており、スールに交換経済が存在したことが証明されている。北部のアクイタニア＝ノヴェンポプラニアとピレネー山脈南部の連絡地点だった可能性が非常に高い。
1世紀に古代ローマ人が到着した際、ガリア・アクィタニアの一部であるスールにはSuburatesと呼ばれるアクイタニ族が居住しており、アクイタニ語（古バスク語の一種）を話していた。その孤立性ゆえに当時のローマ皇帝にはあまり重要な場所とはみなされず、アクイタニ族はローマ人の到着以後もアクイタニ語や独自の文化を維持したが、スールはアクイタニアに住む他の地域同様にローマ人は大きな影響を受けた。タルデ＝ソロリュにあるマドレーヌの礼拝堂には、スールに対するローマの影響の唯一の証拠が残されている。
7世紀の文献ではスールが領土として初めて言及された。636年（または635年）、Arembert公爵に導かれたフランク王国の軍隊がvallis subolaという地点でバスク人に待ち伏せされて敗北した。この谷はバスコニア公国の領土に含まれており、この地域は後にガスコーニュとして言及されている。

### 中世

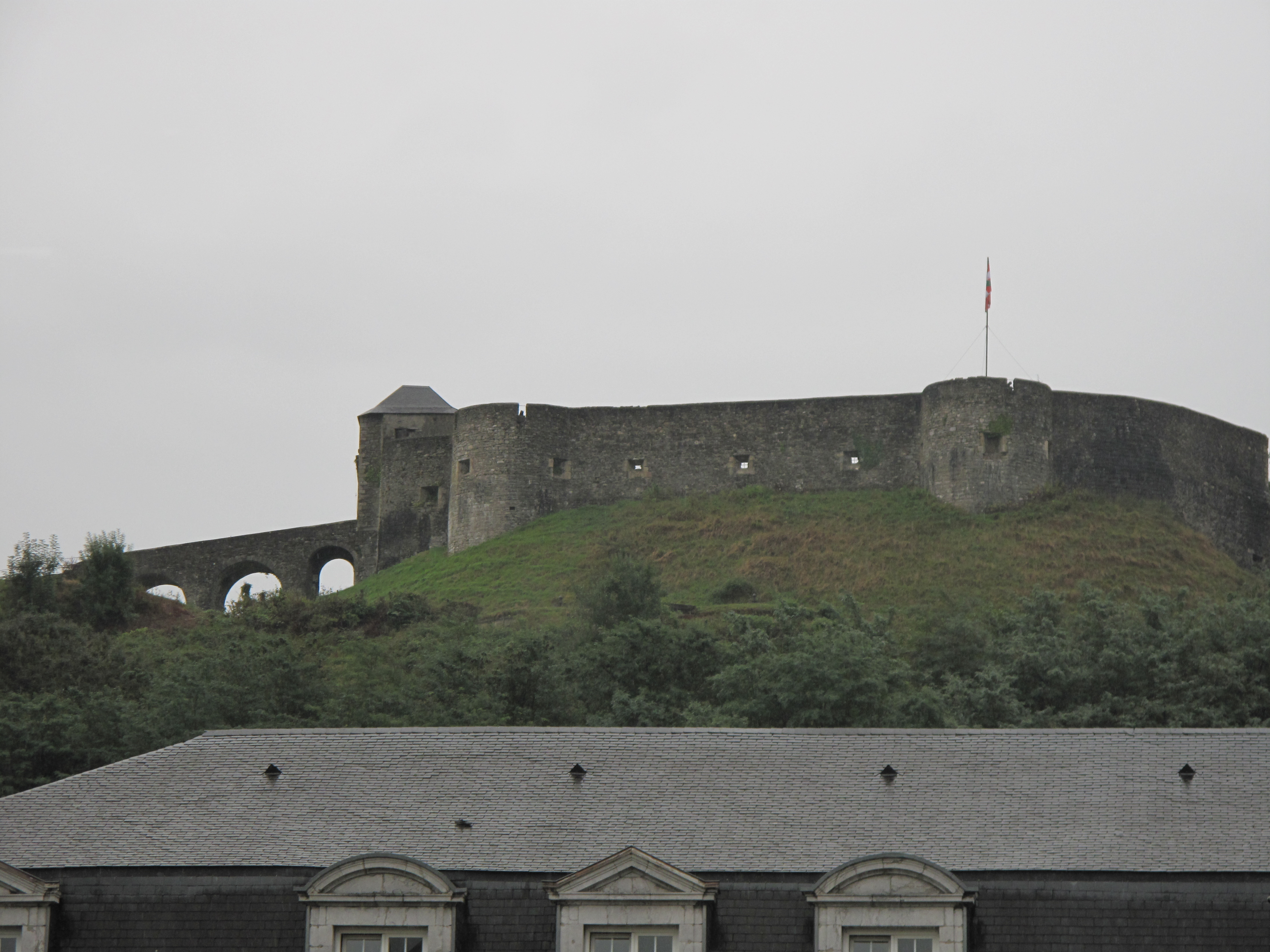
モレオンにある砦（モレオン城）

824年に設立されたパンプローナ王国（後にナバーラ王国）の強い影響下で、11世紀までにはスールの領域で原始的な政治構造が発達していた可能性がある。しかし、1023年にはガスコーニュ公爵サンチョ6世が初代スール子爵となり、サンチョ6世の子孫は約200年間に渡って称号を継承した。スール子爵はアキテーヌからイベリア半島に向かう交通を制御できる戦略的位置にあったモレオンの砦（モレオン城）に拠点を置いた。領域の面積はわずかなものだったが、南側のナバーラ王国と北側のアキテーヌ公国の中間という戦略的な位置をスール子爵は利用した。1152年にはアリエノール・ダキテーヌがイングランド王ヘンリー2世と結婚し、アキテーヌ公国はイングランドの王権に参加した。

#### イングランド支配下のスール
10年の対立後の1261年、スール最後の子爵であるオージェ3世はモレオン城をイングランド王エドワード1世に引き渡し、この結果スールの領域はイングランドの王権によって管理された。スールの村々を結ぶ道路交通網が整備されたのはこの時である。イングランド支配下のスールは、イングランド国王でもあったアキテーヌ公の直接の影響化にあった。スールはさほど重要な土地とはみなされず、領域の支配はモレオン城を所有していたスール領主に委任されて納税などが行われた。スール領主は14の首長を配下に抱えており、そのうちイングランド人は1人、残りはスール人かガスコン人だった。子爵の称号を奪われていたオージェ3世はナバーラ王と同盟を結び、フランス王フィリップ4世、ナバーラ王、イングランド王エドワード1世の間で起こった戦争を利用して1295年にモレオン城を奪うが、1303年に公式にアキテーヌがイングランドの支配下にあると宣言されると、オージェ3世はモレオン城の返還を余儀なくされた。14世紀半ばに起こった百年戦争は長年スールを外部から孤立させたが、1449年にはついにフォワ伯爵とベアルン子爵であるガストン4世に率いられた軍隊がフランス王の名のもとにモレオン城を占有し、スールにおけるイングランドの支配が終焉した。

### 近代

#### フランス支配下のスール
15世紀中頃、スールはついにフランス王を自らの王と認知し、スールはフランス最小の県かつ飛び地、王国の中枢であるパリからもっとも離れた地域となった。南側と西側はナバーラ王の統治国に、東側は独立したベアルン子爵の公国に囲まれていた。1511年、フランソワ1世はスールの住民に制度的・法的枠組みを文字に書き留めるよう促し、彼らは当時の行政面での記録言語であるベアルン語（ガスコーニュ語の方言）で書きとめた。1539年、フランソワ1世によって命じられた新しい公用語であるフランス語によって、この地域特有の法律の改正がなされた。この時点では50以上の町や村を数えたが、スール全体の人口は4,000人にも満たなかった。モレオンはこの地域唯一の町だったが、人口は350人に満たなかった。1512年時点では特にナヴァール＝ベアルン王の領土やカスティーリャ王国領のナバーラ王国に囲まれており、この地理的状況はスールを政治的・宗教的・軍事策略的に不安定な位置に置き、16世紀後半のユグノー戦争（フランス宗教戦争）は地域に大きな影響を与えた。

#### 固有制度の終焉

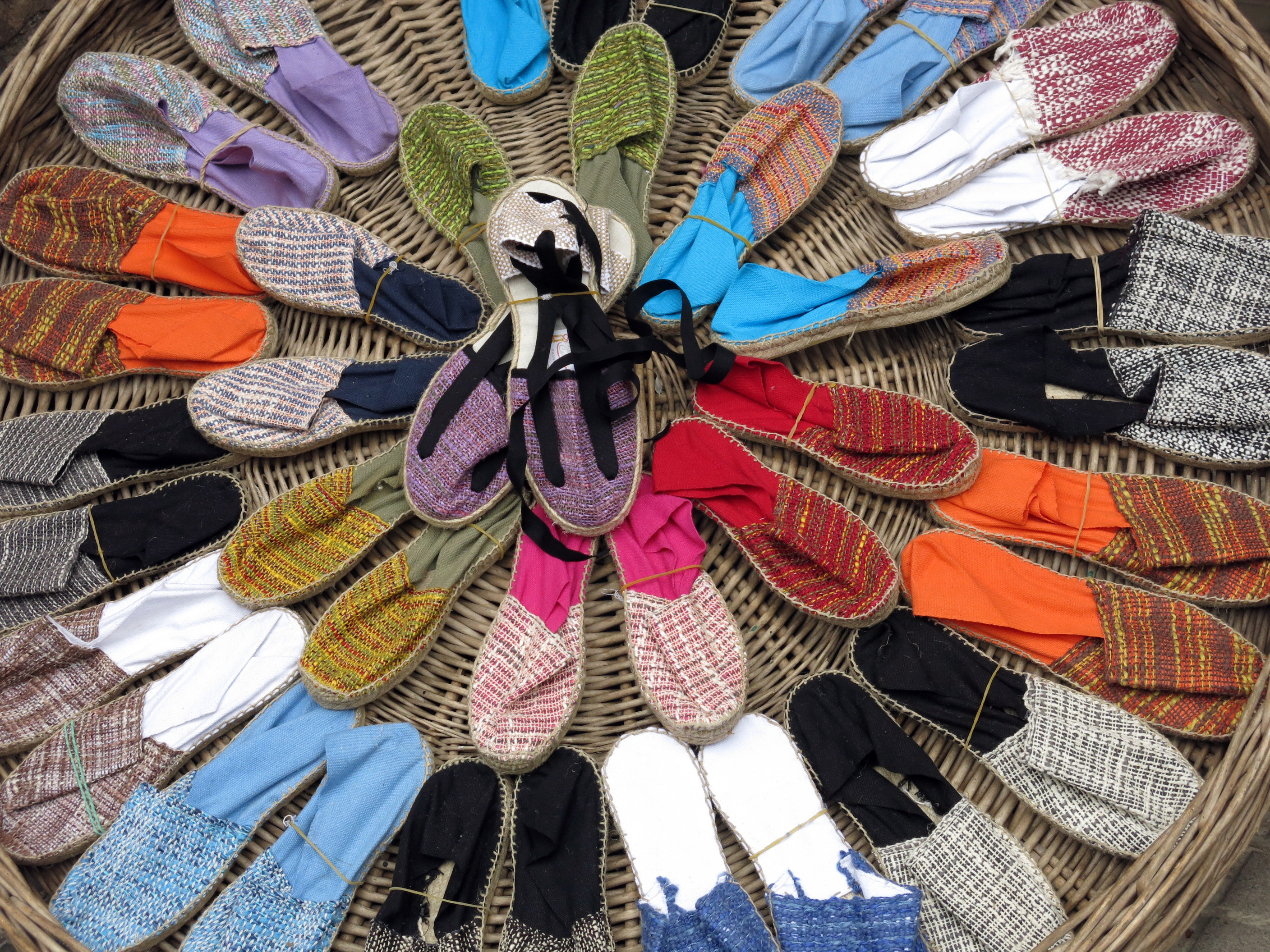
エスパドリーユ

スールには広大な共有地があり、地元の農場主や羊飼いに使用されていたが、共有地は地元や外国人の領主が熱望していた土地でもあった。17世紀中頃までに、またフランス・スペイン戦争の講和条約であるピレネー条約（1659年）では貴族による土地の買収や法的・制度的主権の削減が行われ、スールでは人々の怒りが燃え盛る炎のように広がった。1661年にはベルナール・ゴイエネチェ司祭によって広範な反乱が導かれたが、ガスコーニュから送られた軍によって鎮圧された。
まだスールは固有の法律や機関を多く維持しており、ナヴァール＝ベアルン議会（全6議席・各地域2議席）に2人の代表者が出席していた。1790年に開催された三部会で、スールから出席した代表者は、地方自治の抑制と新管理体制の設立に反対票を投じた。この新管理体制は地方固有の秩序の存在を一掃し、フランスの地方自治制度に道筋を与えるものだった。しかし、フランス領バスクから選出された国会議員によるバスク県を創設する試みは失敗し、地域はバスクの代表者の抗議運動もむなしくベアルンと合併させられた上に、スールはふたつの郡に分割された。1839年にスペインで第一次カルリスタ戦争の決着がつくと、1841年には関税境界がエブロ川（バスクとスペインの境界）からピレネー山脈（スペイン・フランス国境）に移動し、スールとナバーラとの貿易体制は崩壊した。中心都市のモレオンは1841年にリシャールと合併してモレオン＝リシャールとなっている。19世紀末にはモレオン＝リシャールにエスパドリーユ（ジュート底とキャンバス地のサンダル）の工場がいくつも建設され、現在ではエスパドリーユの80%がモレオン＝リシャールで製造されている。エスパドリーユの工場は経済生活の減退と住民の転出を食い止め、ナバーラやアラゴンから住民が流入して労働力となった。1975年から1999年には17%の社会減を記録した。

## 地域区分

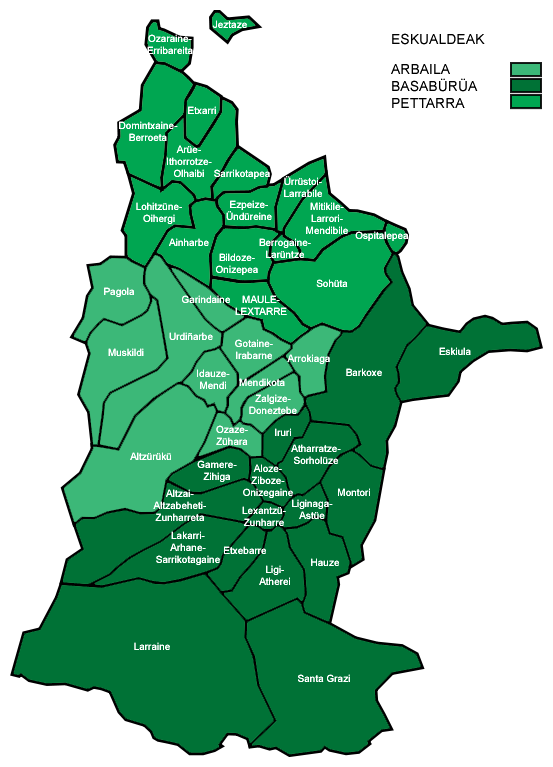
伝統的なスールの領域

### 地理的地域区分
スールは歴史的・地理的に3つの地域に分割される。
- ペチャラ（Pettarra、バス・スール）[5]（北部）

アイナルプ、アルー＝イトロツ＝オライビ、ベロゲン＝ラルンス、ドメゼン＝ベロット、エスペス＝ウンデュレン、エチャリ、 ジェスタス、ロピタル＝サン＝ブレーズ、ロイツェン＝オイェルク、モレオン＝リシャール、モンカヨル＝ラロリ＝メンディビュー、オスレン＝リヴァレイト、ヴィヨドス＝アベンス＝ド＝バ
- アルバイラ（Arbaila、フランス語：Arbaille〔アルバーユ〕）[7]（中間部）

アルバイラ・チピア（小アルバイラ）とアルバイラ・ハンディア（大アルバイラ）のふたつに分かれる。
アウシュリュック、ガリンデン、ゴテン＝リバレンクス、イダウクス＝メンディ、メンディット、ミュスキュルディ、オルディアルプ、オサス＝シュアール、パゴル、ロキアーグ、サウギス＝サン＝テティエンヌ
- バサビュリュア（Basabürüa、フランス語：オート・スール）[9]（南部、山岳地帯）

イバレスクイン（右側の谷）とイバレスケル（左側の谷）のふたつに分かれる。
アルサイ＝アルサベヘティ＝シュナレット、アロス＝シバス＝アベンス、バルキュス、カムー＝シイーグ、エスキウール、エチェバール、アウクス、ラカリ＝アラーヌ＝シャリット＝ド＝オー、ラゲンジュ＝レストゥー、 ララウ、リシャンス＝シュナール、リーク＝アテレイ、モントリー、サン＝タングラース、タルデッツ＝ソロリュス、トロワ＝ヴィル

### 行政区分
地理的地域区分ではない行政区分としては、スールは4のカントン（小郡）に区分される

## 文化
20世紀後半には人口減少、社会的・文化的崩壊を経験したが、スールは何世紀にもわたって失われた活力を取り戻す力強い決意を見せている。文化的行事は古い伝統に結びついている。

### 伝統文化

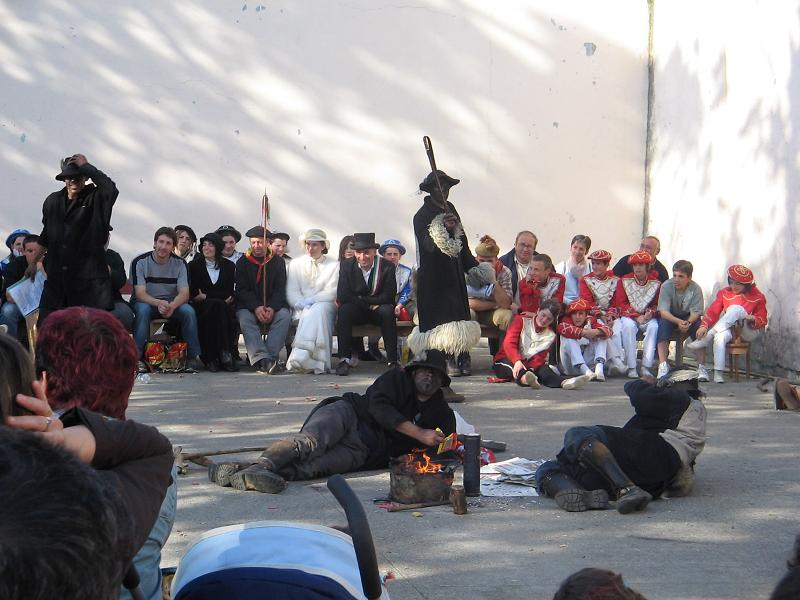
マスカラダの演劇

スールにはパストラル (pastoral) と呼ばれる民俗音楽劇場の伝統がある。村の住民は演奏や舞踊の準備とリハーサルで一年間を過ごす。伝統的に、この催しの主題はカトリックだったが、近年はバスクの歴史の断片もまた提示されている。スールの人々が愛する行事にはマスカラダ（スールの謝肉祭）などもある。この演劇公演は謝肉祭の季節にスールの多くの村々で行われる。毎年主催役の村が決められ、主催役の村は新しい演目を準備する責任を負う。謝肉祭の登場人物と踊り手は音楽バンドを連れて主催役の村の中心通りを行進し、その最後には市場やハンドボールコートなどで非公式のステージを行う。
スールは歌の伝統、優雅な舞踊、シルラ (xirula) やチュンチュン (ttun-ttun) などの地元の音楽楽器などで知られている。これらの楽器は地元の文化活動家によって設立された音楽学校のおかげで新たなダイナミズムを得ている。

### 言語
何世紀にもわたってスールにふさわしい言語はバスク語であり、スール独自の方言（スール方言）を有しているが、近隣のベアルン語（ガスコーニュ語の方言）も広く理解されており、過去数世紀にはベアルン語が共通語として話されている。しかし、バスク語もベアルン語もフランス語を前にして話者を減らしており、両言語は次世代までの生き残りに苦しんでいる。スールの住民は非バスク語話者でないバスク人をカスコイン (kaskoin) と呼び、スベロア方言以外のバスク語話者、特にフランス領バスクの他地域住民のことを、この地域で飼われている羊の品種名からマネシュ (manex) と呼ぶ。